# اب‌دام
اب‌دام (به هلندی: Obdam) یک منطقهٔ مسکونی در هلند است که در کوخن‌لاند واقع شده‌است. اب‌دام ۲۰٫۹۵ کیلومتر مربع مساحت و ۶٬۸۰۰ نفر جمعیت دارد.